# Селидове
Сели́дове — місто в Україні, адміністративний центр Селидівської міської громади Покровського району Донецької області, на березі річки Солоної. Населення складає близько 10 тисяч осіб (2024). 

## Історія
Місто засноване у 1770⁣ році. За легендою у козаків, які переселялись із Запоріжжя на Кубань при переправі через річку Солону зламався віз. Оскільки швидко знайти деревину в степу було проблематично, а вже була пізня осінь, вони вирішили зазимувати в цьому місці, а потім і зовсім залишилися. Отамана (чи можливо найбагатшого з них) звали Селид (можливо це було прізвисько, тому що ім'я не зовсім українське). На честь нього й отримало назву поселення. Швидше за все ці козаки були так званими «гречкосіями», тобто осілою частиною запорожців.
У 1782 році слобідку Селидівку утворила Бахмутська провінційна канцелярія, на місці козацьких займищ біля джерел річки Солоної, що впадає до Вовчої. Можливо, її заснував козак Селид, як про те говорить легенда. За переказами старожилів існує також інша версія, що буцімто колись урядовому землемірові за його працю піднесли сало, але йому така плата не сподобалась, він її не прийняв. Тоді й назвав село Салодавка (сало-давати). Цією легендою пояснюється назва поселення до 1956 року — Селидівка.
Станом на 1859 рік у казенному селі Селидівка Бахмутського повіту Катеринославської губернії мешкало 3618 осіб (1798 чоловічої статі та 1820 — жіночої), налічувалось 498 дворових господарства, існувала православна церква й станова квартира, відбувались 3 ярмарки на рік й базари.
Станом на 1886 рік у колишньому державному селі Селидівка, центрі Селидівської волості, мешкало 3640 осіб, налічувалось 637 дворових господарств, існували православна церква, школа й 9 лавок, відбувались 3 ярмарки на рік.
За переписом 1897 року кількість мешканців зросла до 5873 осіб (2991 чоловічої статі та 2882 — жіночої), з яких 5666 — православної віри.

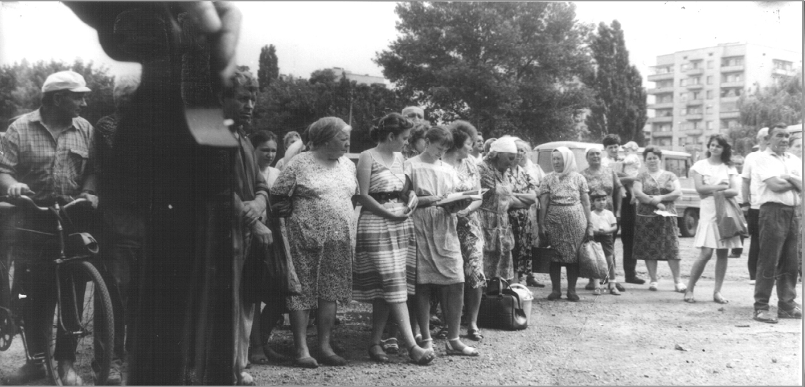
Літо 1991 р. Мешканці м. Селидового зустрічають патріотично-історичний просвітницький рейд Народного Руху України «Козацькими шляхами»

У 1908 році в селі Селидівка разом із селом Новоселидівка мешкало 7823 особи (3915 чоловічої статі та 3908 — жіночої), налічувалось 1657 дворових господарств.
1 грудня 1991 року мешканці міста Селидового на Всеукраїнському референдумі віддали «За» незалежність України 83,90 % осіб.

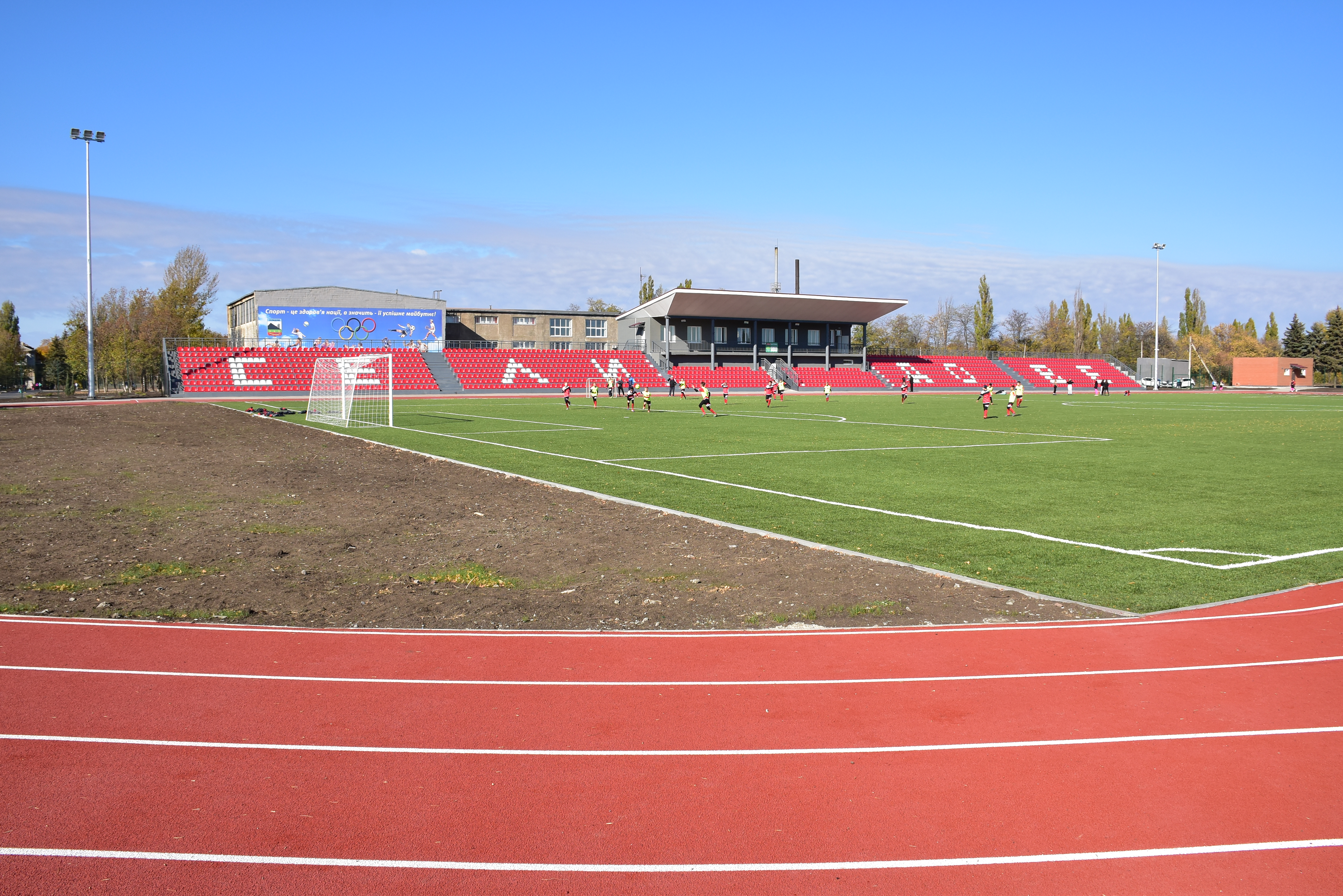
Стадіон «Шахтар»

До 30 квітня 2023 року в Селидівській міській громаді Донецької області тривали обговорення щодо перейменування вулиць, відповідно до рекомендацій Українського інституту Національної пам'яті, було визначено перелік вулиць та провулків на території громади, які підлягають зміні назв. У місті Селидове налічується таких 36 топонімів. У цьому місті на Донеччині досі існують вулиці, які отримали назву за часів комуністичного режиму, і несуть у собі меседжі радянського минулого. Чомусь жодна місцева влада до цього моменту так і не змінила цього. Наприклад, центральна вулиця міста досі має назву на честь Карла Маркса.
Місто було багато разів обстріляне російською армією під час російсько-української війни. Так, 15 листопада 2023 року був частково зруйнований 4-поверховий будинок, загинули 4 людей і постраждали 3. 21 листопада частково зруйновані два корпуси центральної міської лікарні (3 загиблих, 8 поранених). 8 лютого 2024 року були пошкоджені сім багатоповерхових та три приватні будинки (один загиблий і семеро поранених). 14 лютого частково зруйновано житловий будинок та лікарню (троє загиблих, 12 поранених).

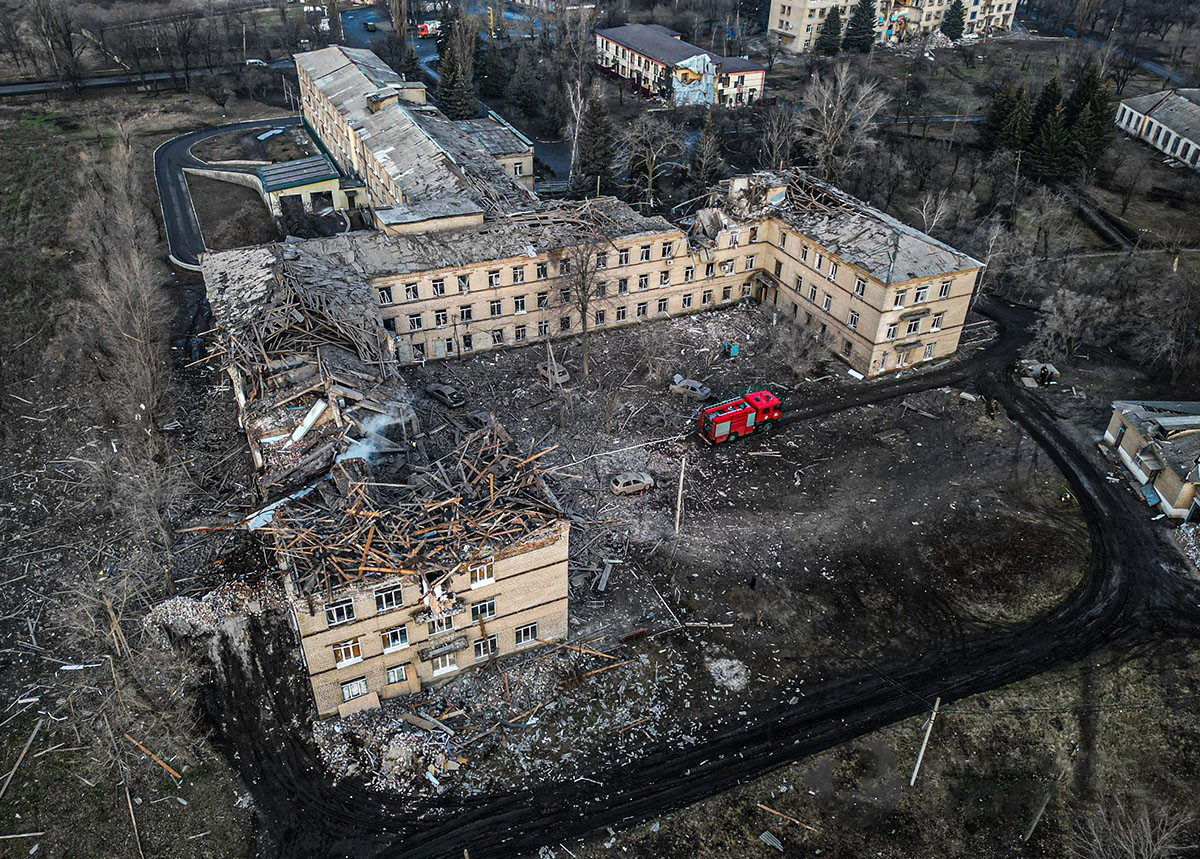
Центральна міська лікарня після обстрілу 14 лютого 2024 року

21 червня 2024 року, вранці, російські окупанти вдарили керованою авіабомбою по місту Селидове. Внаслідок ворожого удару дві людини загинули й троє осіб отримали поранення. В зоні ураження опинилася цивільна житлова забудова — пошкоджено 5 п'ятиповерхівок та 6 приватних будинків.
5 липня 2024 року окупанти двічі обстріляли місто Селидове із застосуванням касетних боєприпасів та ФАБ-500. У зоні ураження опинився приватний сектор та багатоквартирні будинки. Внаслідок атак окупантів загинули 5 мешканців та 15 осіб зазнали різного ступеня поранення. Пошкодження різного ступеня зазнали 21 приватний будинок, 3 адміністративних будівлі, підприємство, кав'ярня, 4 крамниці, торгові павільйони на ринку та 21 автомобіль.
27 серпня 2024 р. російські окупаційні війська обстріляли м. Селидове з артилерії. Обстріл стався о 15.00. Пошкоджено один приватний будинок.
З 30 жовтня 2024 р. Місто Селидове окуповане солдатами ЗС РФ.

## Символіка міста

Прапор Селидового

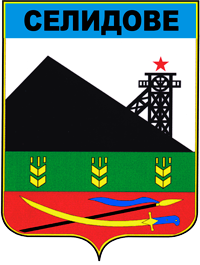
Герб Селидового

- Прапор — зліва направо тягнуться чотири кольори, зверху вниз: білий символізує чисте небо, зелений зелені поля, червоний символізує кров, пролиту за козацьку землю, чорний символізує поклади кам'яного вугілля.

- Герб — зображений у формі французького щита з надписом у верхній частині на синьому фоні «Селидове». Далі зображений білий колір з шахтою та копером. Зелений колір з житом та червоний колір з козацькою шаблею.

## Населення
За даними перепису 2001 року населення Селидового становило 26875 осіб, із них 31,46 % зазначили рідною мову українську, 66,82 % — ⁣російську, 0,29 % — ⁣вірменську, 0,09 % — ⁣білоруську, 0,03 % — ⁣циганську та молдовську, 0,01 % — ⁣польську, німецьку та грецьку, а також угорську мови.

### Чисельність
| 1959     | 1970     | 1979     | 1989     | 2001     |
| -------- | -------- | -------- | -------- | -------- |
| 12 949   | ▲ 22 315 | ▼ 21 853 | ▲ 29 831 | ▼ 26 793 |
| 2003     | 2004     | 2005     | 2006     | 2007     |
| ▼ 26 179 | ▼ 25 648 | ▼ 25 428 | ▼ 25 139 | ▼ 24 894 |
| 2008     | 2009     | 2010     | 2011     | 2012     |
| ▼ 24 676 | ▬ 24 624 | ▼ 24 481 | ▼ 24 366 | ▼ 24 269 |
| 2013     | 2014     | 2015     | 2016     | 2017     |
| ▼ 24 145 | ▼ 23 989 | ▼ 23 793 | ▼ 23 481 | ▼ 23 301 |
| 2018     | 2019     | 2020     | 2021     | 2022     |
| ▼ 22 971 | ▼ 22 614 | ▼ 22 276 | ▼ 21 916 | ▼ 21 521 |

### Національний склад
Національний склад населення за даними перепису 2001 року:
| Національність  | Відсоток |
| --------------- | -------- |
| українці        | 59,29%   |
| росіяни         | 36,67%   |
| білоруси        | 1,09%    |
| татари          | 0,47%    |
| греки           | 0,38%    |
| вірмени         | 0,30%    |
| азербайджанці   | 0,11%    |
| інші/не вказали | 1,69%    |

### Мовний склад
Розподіл населення за рідною мовою за даними перепису 2001 року:
| Мова            | Кількість | Відсоток |
| --------------- | --------- | -------- |
| російська       | 17959     | 66.82%   |
| українська      | 8456      | 31.46%   |
| вірменська      | 78        | 0.29%    |
| білоруська      | 23        | 0.09%    |
| румунська       | 7         | 0.03%    |
| інші/не вказали | 352       | 1.31%    |
| Усього          | 26875     | 100%     |

Динаміка зміни населення Селидового за роками:

## Промисловість

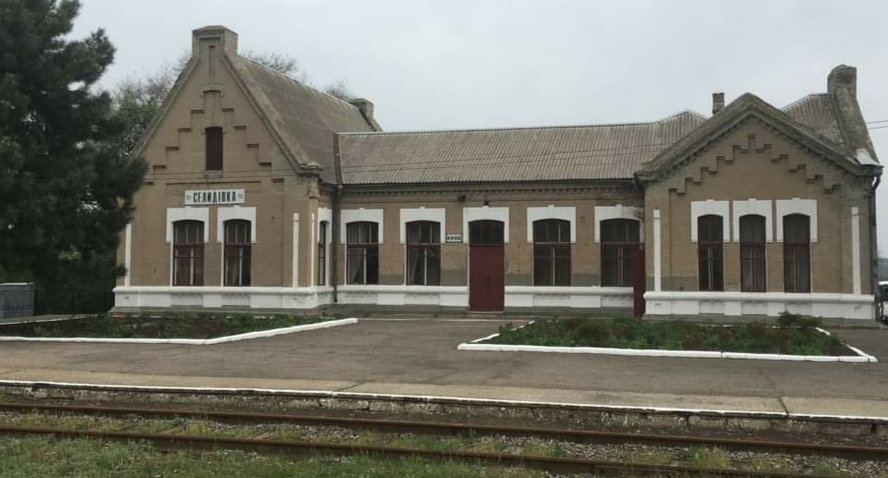
Вокзал станції Селидівка

Центральна збагачувальна фабрика «Селидівська», заводи: залізобетонних виробів, асфальто-бетонний, хлібобулочний. Кам'яновугільні шахти, консервний, молочний, цегельний заводи закриті.

## Пам'ятки

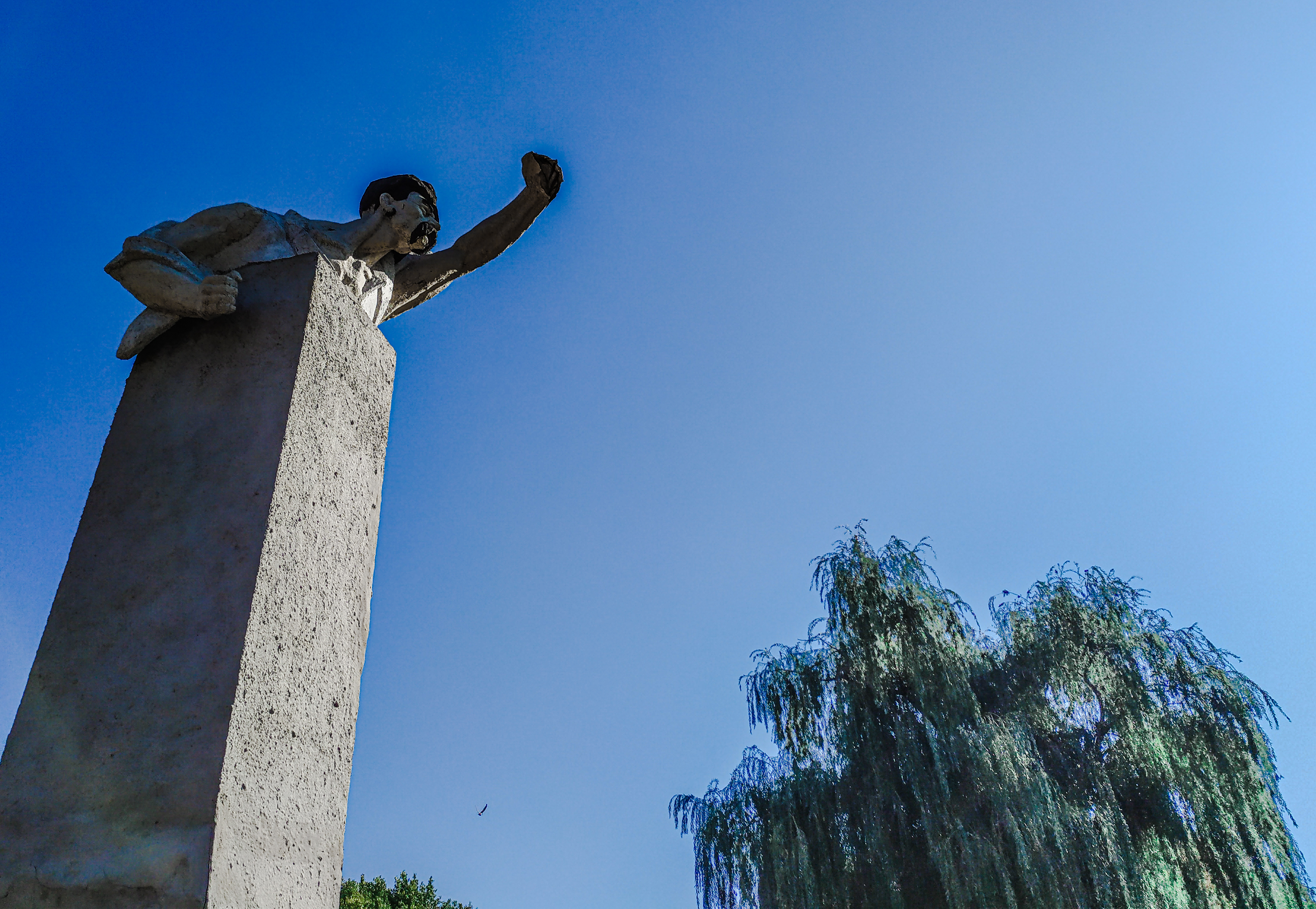
Монумент «Козак у дозорі»

У місті Селидове Донецької області на обліку перебуває 19 пам'яток історії та одна пам'ятка монументального мистецтва. Загалом з них три пам'ятники Леніну та чотири братських могили радянським воїнам.
У 1965 році, в Селидовому, коли першим секретарем КПУ був Петро Шелест, планувалося побудувати стелу, присвячену запорозьким козакам. Замість неї у 1977 році, за ініціативою першого секретаря Селидівського КПУ Юрія Якимовича Бургаса й голови виконкому міської ради депутатів трудящих Анатолія Дмитровича Кладка, які не злякалися цькувань вищої влади, поставлено пам'ятник донецького скульптора Павла Гевеке «Козак у дозорі»: На високий кам'яний стовп правою рукою, що стискає руків'я шаблюки, оперся вусатий дозорець. У лівій руці, піднятій угору, щоб прикритися від проміння сонця, затиснута люлька. Козак дивиться в бік Криму.

Пам'ятник Павла Гевеке (1987). Свято Козацької Слави в місті Селидове (1991)

У 1987 році там же на березі річки Солоної встановлено другий пам'ятник Павла Гевеке: На підвищенні в формі козацької могили зображено скульптурні фігури трьох козаків. У середині, спертий на весло козак слухає побратима, який грає на бандурі. Його слухає також і третій козак, який, напівлежачи, оперся на руків'я шаблі.
Це — третій пам'ятник запорозькій звитязі. Перший установлено на середземноморському острові Мальті в одному з палаців правителя: Престол, на якому сидить князь, підпирають негр і козак з оселедцем. Другий пам'ятник установлено 1897 р. на Таманському півострові над Кубанню. Він присвячений поселенню запорозьких козаків на Кубані.
На початку вересня 2015 року у Селидовому демонтований пам'ятник Леніну.

## Культура
В місті є історичний музей бойової та трудової слави при селидівському професійному ліцеї, заснований у 1988 році (наказ по ПТУ від 20.10.1988 № 181), керівник музею — Суверньова Любов Миколаївна.
В музеї зібрані експонати про буремні дні Другої світової війни, про тих, хто визволяв Донецький край, хто прославляв і прославляє наше місто своїми трудовими руками. У травні 2008 року музей зареєстрований у Донецькому центрі туризму і краєзнавства учнівської молоді. Музей є центром патріотичного виховання учнів на прикладах подвигів старших поколінь в ліцеї. Тут проводяться уроки мужності, зустрічі з ветеранами війни, АТО, афганцями, свята визволення рідного міста та Донбасу, Дню Перемоги, Революції Гідності. Пошукова група «Пошук» на чолі з викладачем Немикіною Н. В. поповнила музей ліцею спогадами ветеранів війни Алексєєва В. А., Дрюк І. М., Краля А. С. Учні підтримують ветеранів Випускники ліцею, які загинули в Афганістані, поздоровляють їх зі святами, надають їм допомогу в упорядкуванні садів і городів. В музеї проводяться виставки квіткових композицій до дня визволення Донбасу, дня вчителя і ПТО, виставки декоративно-прикладного мистецтва.
В музеї проводяться екскурсії першокурсників, учнів шкіл у дні відкритих дверей та військово-патріотична робота. Виставку предметів козацького побуту і козацької зброї, яку проводив  Федоров М. В. — юртовий Селидівського юрту Донецьких козаків — теж варто зазначити. Регулярно проводяться бесіди юнаків з представниками військкомату «Служба в лавах збройних сил України», зустрічі з випускниками воїнами.
В музеї відкрита кімната українського побуту «Світлиця», де проводяться виставки писанок, пасхальних писанок, весняних квітів, малюнків, козацькі й фольклорні свята. В світлиці зберігається «Скринька мудрості» ліцею, де записані правила поведінки наших вихованців, які базуються на традиціях народознавства. Про заходи, які проводяться в музеї ліцею, неодноразово друкувалося в місцевій газеті «Наша Зоря».

## Місцевості
- Центр міста
- Мікрорайон «Сонячний»
- Жилий Масив «Молодіжний»
- Мікрорайон «Північний»
- Мікрорайон «Південний»
- «Наклонка» (східний приватний сектор)
- «Ворошилівка» (західний приватний сектор)
- 11-й квартал
- Селище Урали
- Селище цегельного заводу

## Особистості
- Боклах Олексій Володимирович (* 2005) — український боксер. Чемпіон Європи з боксу серед юніорів.
- Бровко Іван Карпович (1908—1989) — радянський військовий льотчик, учасник громадянської війни в Іспанії та Другої світової війни, генерал-лейтенант авіації.
- Дяченко Валентина Олексіївна (нар. 1931) — українська скульпторка.
- Загребельська Агія Аббасівна (нар. 1982) — українська юристка, колишня державна уповноважена Антимонопольного комітету України[35].
- Мор Едуард Володимирович (нар. 1977) — колишній український, російський футболіст, що грав на позиції захисника.
- Прутнік Едуард Анатолійович (нар. 1973) — колишній народний депутат України.
- Солдатенко Валерій Федорович (нар. 1946) — український історик, голова Українського інституту національної пам'яті (2010—2014), доктор історичних наук, професор, член-кореспондент НАН України (з 2006 року).
- Рева Віктор Якович (нар. 1954) — український композитор.
- Романко Юрій Васильович (нар. 1977) — заслужений майстер спорту України з кікбоксингу.
- Шутов Ілля Якимович (нар. 1957) — активний учасник національно-визвольної боротьби за незалежність і демократичний устрій України. Статус — борець за незалежність України у XX столітті, громадський діяч, науковець, юрист, журналіст.
- Яловчак Тетяна Миколаївна (нар. 1979) — українська альпіністка, волонтер.

### Галерея

«Козак у дозорі» (2018)
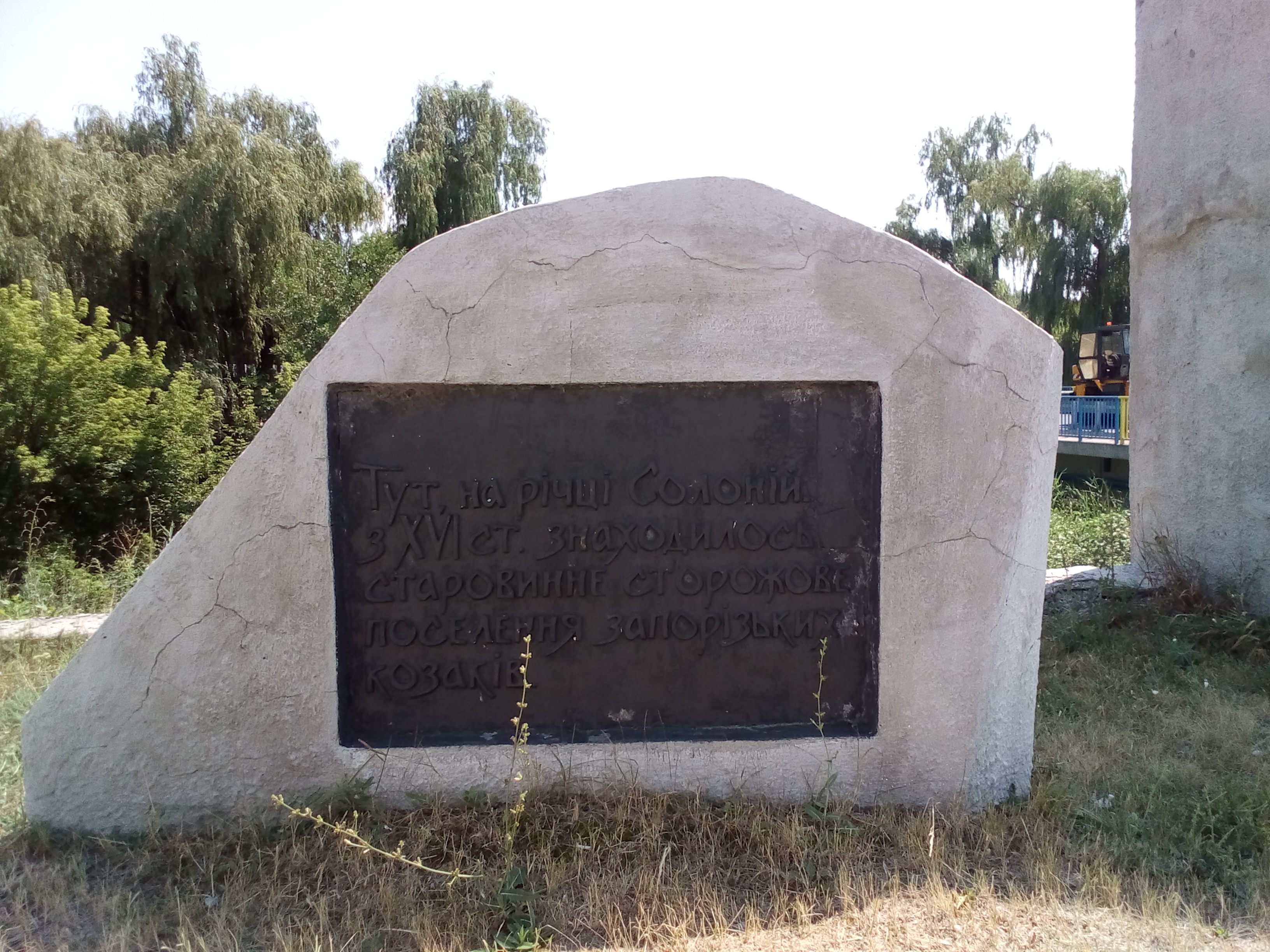
Табличка «Козак у дозорі» (2018)
- Могила воїна-афганця, прапорщика Бондаря Є.  Д. в Селидове (2020)
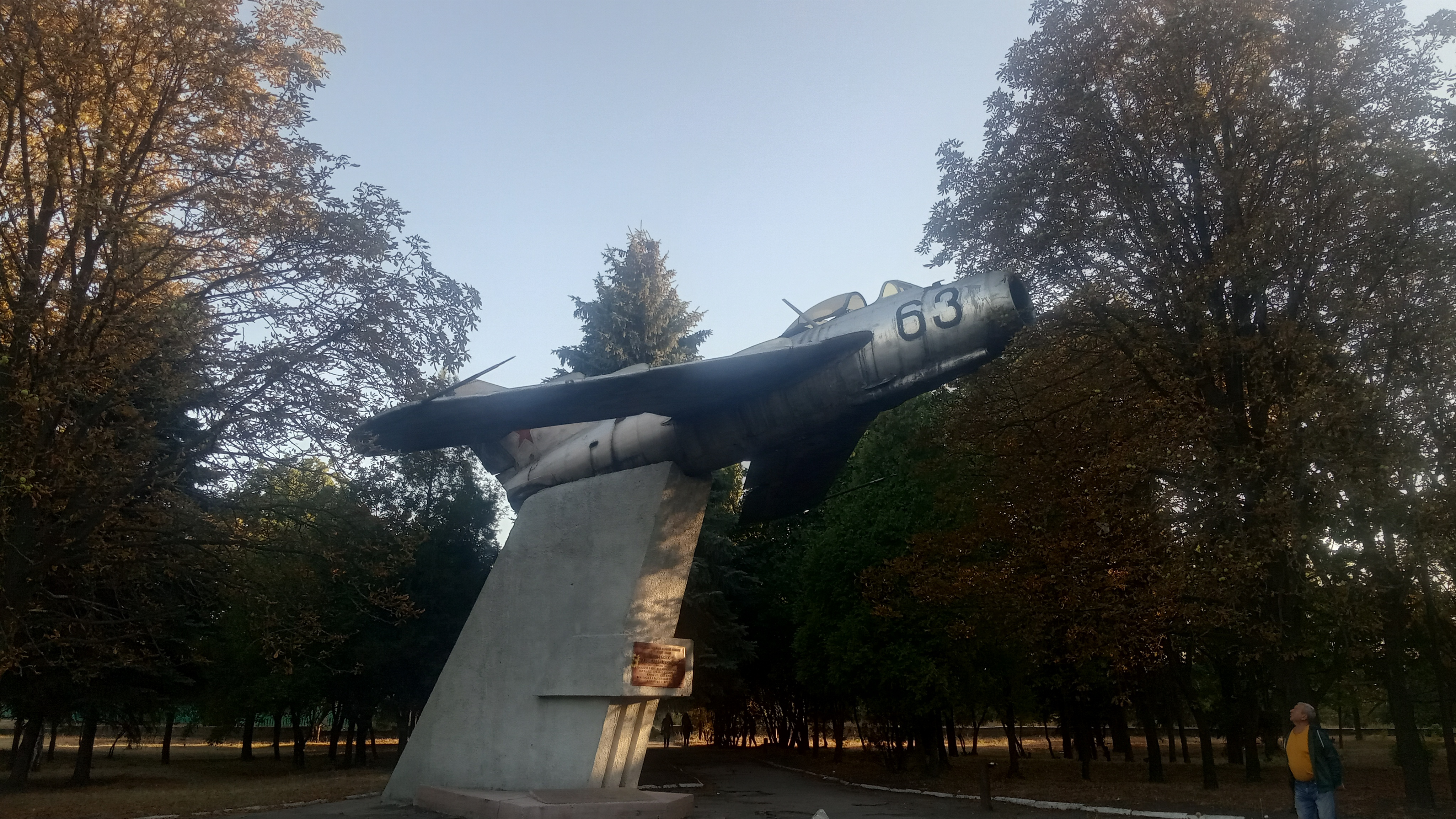
Пам'ятник льотчику-земляку О. Л. Колесникову, в парку на вул. Центральній
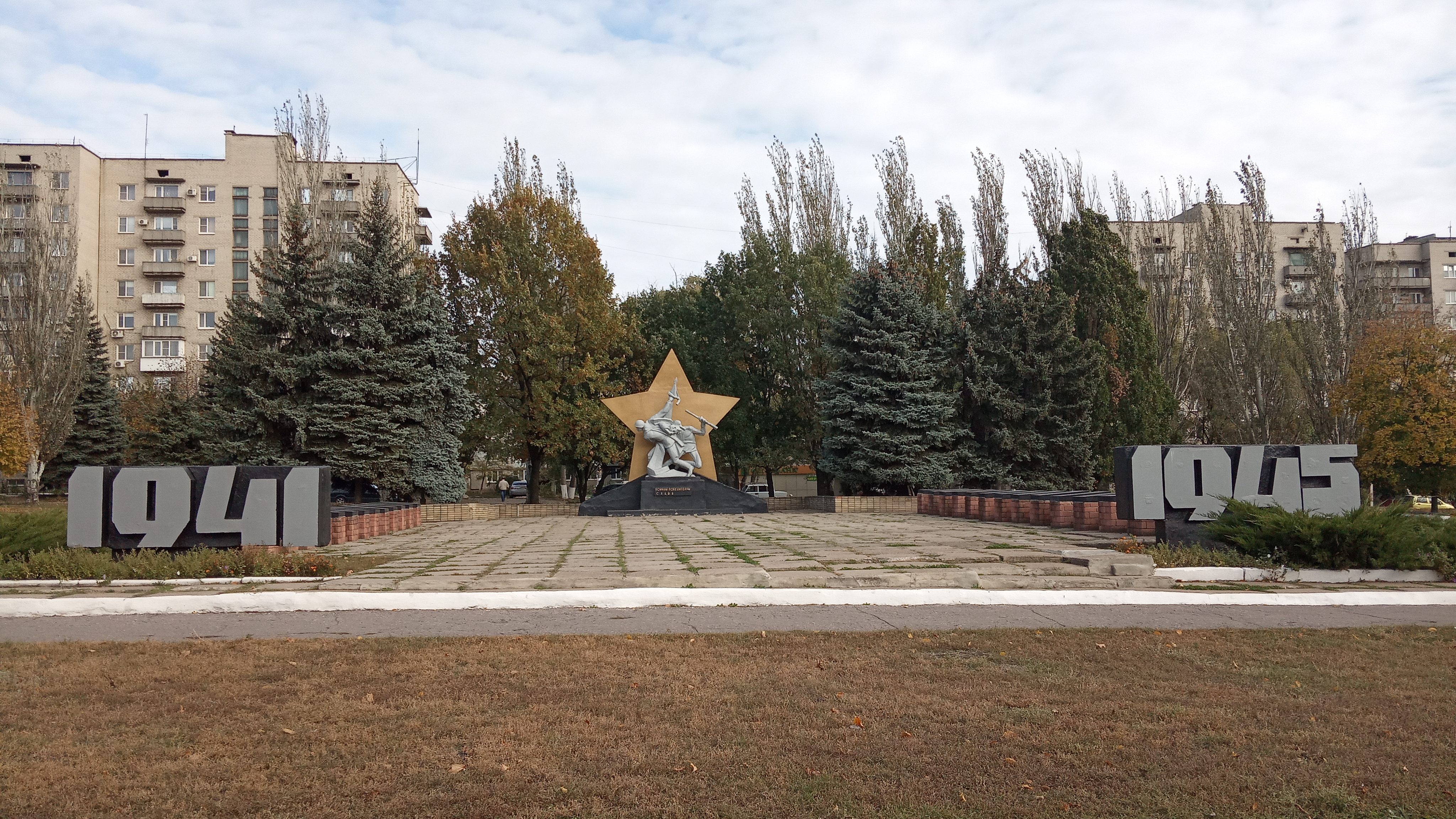
Пам'ятник воїнам-визволителям та воїнам-землякам
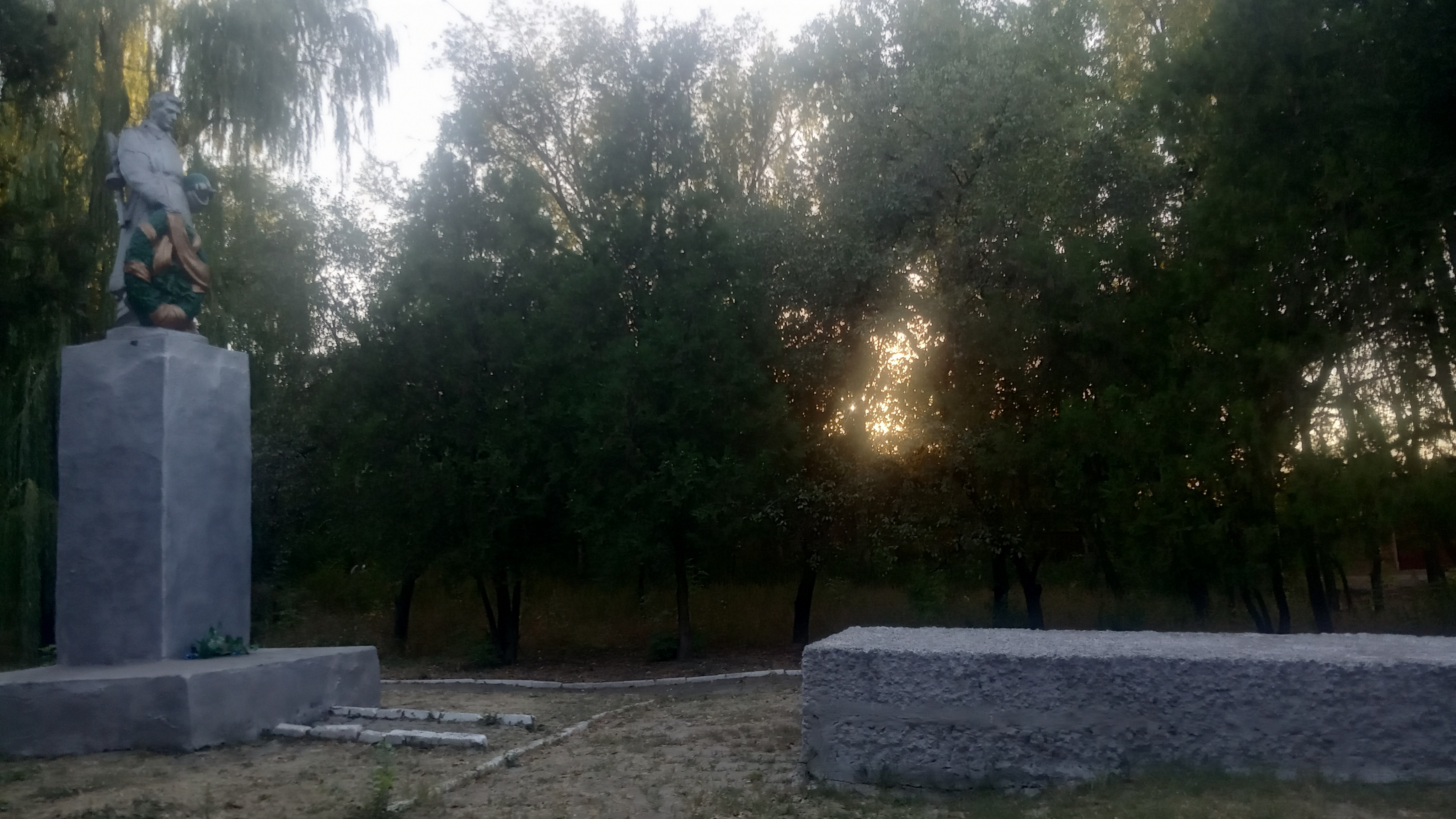
Братська могила борців за радянську владу (2020)